# 노원로 (서울)
노원로(蘆原路, Nowon-ro)는 서울특별시 노원구 공릉동 화랑대사거리에서 서울특별시 노원구 상계동 상계교차로를 잇는 도로이다. 형식상 서울특별시도 제2817호선으로 지정된 상태이다.

## 주요 경유지
서울특별시
- 노원구 (공릉동 - 하계동 - 중계동 - 상계동)

## 노선
| 이름                      | 접속 노선             | 소재지     | 소재지 | 소재지 | 비고 |
| ------------------------- | --------------------- | ---------- | ------ | ------ | ---- |
| 화랑대대사거리            | 화랑로                | 서울특별시 | 노원구 | 공릉동 |      |
| 원자력병원입구교차로      | 공릉로46길            | 서울특별시 | 노원구 | 공릉동 |      |
| 공릉터널                  |                       | 서울특별시 | 노원구 | 공릉동 |      |
|                           | 하계동                | 서울특별시 | 노원구 |        |      |
| 공릉터널삼거리            | 중계로                | 서울특별시 | 노원구 |        |      |
| 대진고교앞교차로          | 한글비석로            | 서울특별시 | 노원구 |        |      |
| 노원경찰서사거리          | 노원로17길 노원로18길 | 서울특별시 | 노원구 |        |      |
| 구민체육센터삼거리        | 노원로22길            | 서울특별시 | 노원구 | 중계동 |      |
| 노해근린공원사거리        | 덕릉로                | 서울특별시 | 노원구 | 중계동 |      |
| 당현제2교                 |                       | 서울특별시 | 노원구 | 중계동 |      |
|                           | 상계동                | 서울특별시 | 노원구 |        |      |
| 당현제2교사거리           | 노원로26길            | 서울특별시 | 노원구 |        |      |
| 상계7.8동 주민센터 삼거리 | 노해로                | 서울특별시 | 노원구 |        |      |
| 상계초교입구교차로        | 상계로                | 서울특별시 | 노원구 |        |      |
| 상계초교사거리            | 노원로34길            | 서울특별시 | 노원구 |        |      |
| 온수골사거리              | 동일로                | 서울특별시 | 노원구 |        |      |
| 상계교교차로              | 동부간선도로 방학로   | 서울특별시 | 노원구 |        |      |
| 방학로와 직결             |                       |            |        |        |      |

## 주요 건물 및 시설
- 투썸플레이스 화랑대역점 (노원로 3/공릉동 90-4)
- S-OIL 태릉솔밭주유소 (노원로 49/공릉동 230-17)
- 원자력병원 (노원로 75/공릉동 215-4)
- 우리은행 하계동지점 (노원로 236/하계동 256-8)
- CU 하계한신점 (노원로 248/하계동 256-13)
- 농협북서울농협 하계지점 (노원로 253/하계동 251-6)
- 파리바게뜨 하계중앙점 (노원로 254/하계동 256-15)
- 현대자동차 하계대리점 (노원로 314/하계동 288)
- CU 하계노원점 (노원로 314/하계동 288)
- 롯데마트 중계점 (노원로 330/중계동 361)
- GS25 상계6단지점 (노원로 421/상계동 720-7)
- 스타벅스 상계초교사거리점 (노원로 449/상계동 372-16)
- LG전자베스트샾 노원역점 (노원로 452/상계동 372-5)
- 이디야 노원중앙점 (노원로 452/상계동 372-5)
- 애니카랜드 상계노원점 (노원로 481/상계동 401-19)
- 쌍용자동차 노원서비스프라자 (노원로 482/상계동 401-5)
- GS25 상계9단지점 (노원로 540/상계동 670-2)
- 파리바게뜨 상계제일점 (노원로 540/상계동 670-2)
- 노원고등학교 (노원로 586/상계동 664)